# Elaphoglossum tonduzii
Elaphoglossum tonduzii är en träjonväxtart som beskrevs av Hermann Christ. Elaphoglossum tonduzii ingår i släktet Elaphoglossum och familjen Dryopteridaceae. Inga underarter finns listade.